# Erika Slezak
Erika Alma Hermina Slezak (Hollywood; 5 de agosto de 1946) es una actriz estadounidense, reconocida por su interpretación de Victoria Lord en la longeva serie de televisión estadounidense One Life to Live entre 1971 y 2012 y nuevamente en la versión en línea de la misma en 2013. Es una de las actrices estadounidenses con mayor cantidad de apariciones en la televisión de ese país. 
Aparte de su trabajo en la mencionada serie, Slezak interpretó a Jean Roberts en el telefilme de 1996 Full Circle, basado en la popular novela de Danielle Steel. En abril de 2018 encarnó a la doctora Eileen Jacoby en la serie de televisión The Resident, en el episodio "Haunted".

## Premios

### Daytime Emmy
| Año  | Premio                                                                      |
| ---- | --------------------------------------------------------------------------- |
| 1984 | Daytime Emmy a mejor actriz en una serie de televisión por One Life to Live |
| 1986 | Daytime Emmy a mejor actriz en una serie de televisión por One Life to Live |
| 1992 | Daytime Emmy a mejor actriz en una serie de televisión por One Life to Live |
| 1995 | Daytime Emmy a mejor actriz en una serie de televisión por One Life to Live |
| 1996 | Daytime Emmy a mejor actriz en una serie de televisión por One Life to Live |
| 2005 | Daytime Emmy a mejor actriz en una serie de televisión por One Life to Live |